# رونی اکلوند
رونی اکلوند (انگلیسی: Ronnie Ekelund؛ زادهٔ ۲۱ اوت ۱۹۷۲) بازیکن فوتبال سابق اهل دانمارک است که در پست هافبک و فوروارد بازی می‌کند. او هم در اروپا و هم در ایالات متحده به صورت حرفه ای بازی کرد.